# Ruch Chorzów
Ruch Chorzów poljski je nogometni klub iz Chorzówa. Trenutačno se natječe u I. ligi.

## Uspjesi
- Prvak Poljske
  - Pobjednik: 1933., 1934., 1935, 1936., 1938., 1951., 1952., 1953., 1960., 1967./68., 1973./74., 1974./75., 1978./79., 1988./89.

- Kup Poljske
  - Pobjednik: 1950./51., 1973./74., 1995./96.

## Poznati igrači
| - Marcin Baszczyński - Walter Brom - Andrzej Buncol - Martin Byc - Gerard Cieslik - Eugeniusz Faber - Waldemar Fornalik - Edmund Giemsa - Radosław Gilewicz - Joachim Marx | - Zygmunt Maszczyk - Matko Perdijić - Teodor Peterek - Mariusz Srutwa - Gerard Suszczyk - Krzysztof Warzycha - Ernst Willimowski - Gerard Wodarz - Marcin Zając |

## Vanjske poveznice
- Službena web-stranica